# اچ‌ام‌اس سوپرب (۲۵)
اچ‌ام‌اس سوپرب (۲۵) (به انگلیسی: HMS Superb (25)) یک کشتی بود که طول آن ۵۵۵٫۵ فوت (۱۶۹٫۳ متر) بود. این کشتی در سال ۱۹۴۳ ساخته شد.